# Rusificarea românilor
„Sute de ani românii au fost, cel puțin indirect, stăpâniți de turci; niciodată, însă, în curgerea veacurilor, turcii nu au pus în discuție limba și identitatea română. Oriunde românii au căzut sub stăpânirea directă sau indirectă a slavilor, dezvoltarea lor firească s-a curmat prin mijloace silnice.”—Mihai Eminescu

Zona rusofonă în zilele noastre

Rusificarea este adoptarea limbii ruse sau a altor aspecte ale culturii rusești de către comunitățile neruse. În istoria modernă și în prezent, între Prut și Nistru se desfășoară rusificarea voluntară sau silită a locuitorilor de limbă română care sunt încă majoritari (circa două treimi din locuitori în 2018) dar sunt incitați să se declare „Moldoveni” și nu Români, pe baza teoriei că primii nu fac parte din aceștia din urmă, ci constituie o naționalitate etnică diferită. Astfel, locuitorii de limbă română care se declară Români sunt considerați „minoritate etnică” (7 % în 2014) în propria lor țară, Republica Moldova.
Acest articol se referă la rusificarea românilor în patru etape cu durate diferite:

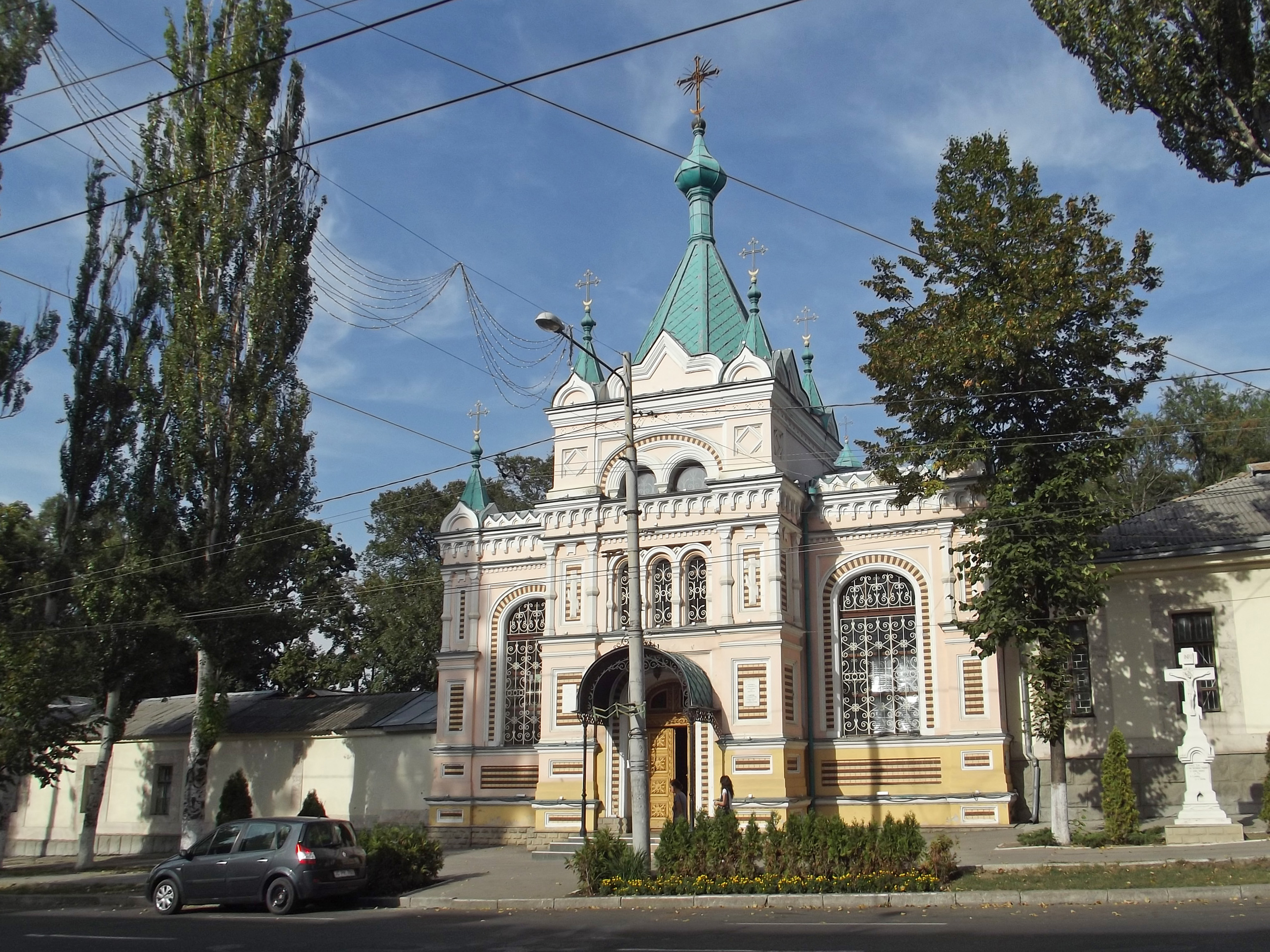
Fosta capelă a Spitalului Orășenesc Chișinău (1901) a fost construită în stil pseudo-rusesc.

- prima, de 105 ani, începe cu anexarea în 1812 a părții dintre Prut și Nistru a principatului Moldovei odată cu raialele otomane ale Hotinului și Bugeacului, formînd împreună gubernia Basarabiei a imperiului țarist. În 1816 Basarabia a obținut un statut de autonomie, dar numai până în 1828. În 1829, utilizarea limbii române a fost interzisă în administrație de către ocupanții țariști. În 1833 utilizarea limbii române a fost interzisă în biserici. În 1842 predarea în limba română a fost interzisă în școlile secundare; apoi a fost interzisă și în școlile primare începând cu 1860;
- a doua, de un an, începe în vara 1940 prin ocupația sovietică a Basarabiei și Bucovinei de Nord în urma pactului Hitler-Stalin;
- a treia etapă este cea sovietică, de o durată de 48 de ani, care după o întrerupere de trei ani între 1941 și 1944, este reluată după prima și a doua ofensivă Iași-Chișinău în 1944 care readuc Basarabia în cadrul stăpînirii sovietice (până în 1991). În cei 48 de ani de guvernare sovietică (1940-41 și 1944-91) Partidul Comunist al Uniunii Sovietice a impus în mod autoritar și prin constrîngere propriul său model de civilizație: formarea și educarea unui „om nou” – homo sovieticus[4] prin lipsirea românilor din stânga Prutului de limbă, alfabet, cultură, istorie și tradiții[5]. Cel mai eficient mijloc de rusificare a fost școala pentru tineri și instituțiile cultural-educative pentru populația adultă. Instituțiile cultural-educative din sistemul suprastructurii totalitariste sovietice au avut ca scop propagarea comunismului, conținutul spiritual fiind înlocuit de cel politic, bazat pe atitudinea de clasă în aprecierea fenomenelor și evenimentelor, prioritatea politicii partidului comunist, concepția moralei comuniste. În acest răstimp, autoritățile sovietice au proclamat limba română, rebotezată „moldovenească” (româna scrisă cu alfabetul chirilic) ca fiind limba „poporului locuitor al RSS Moldovenești diferit de cel român”; apărătorii alfabetului chirilic ocultau faptul că din punct de vedere istoric româna/moldoveneasca a fost scrisă cu alfabetul chirilic român, nu cu cel „moldovenesc” adaptat din cel rus. În școli, limba principală de predare a fost cea rusă, „limbă de comunicare interetnică” iar numele de locuri au fost cu toatele rusificate (ceea ce nu a fost cazul în țările baltice, ale căror limbi, alfabet și toponime au fost respectate)[6]. Acestea au dus la o rusificare a elitelor și după aceea a altor categorii sociale, cu atât mai ușor, cu cât în perioada sovietică, deportarea românilor moldoveni a fost însoțită de colonizarea slavilor în Basarabia, în special a rușilor și ucrainenilor[7];
- a patra etapă, de 26 de ani (în 2019) începe prin transformarea Uniunii sovietice în CSI, în cadrul zonei de influență a Federației ruse, cadru care a împiedicat unirea Republicii Moldova cu România și a favorizat declanșarea războiului de la Nistru, renașterea și creșterea partidului comunist, abandonarea doctrinei „un popor, două state” promovată de Mircea Snegur, reapariția „moldovenismului” ca doctrină constituțională și oficială, și federalizarea Republicii Moldova.[8]

## Fundal istoric

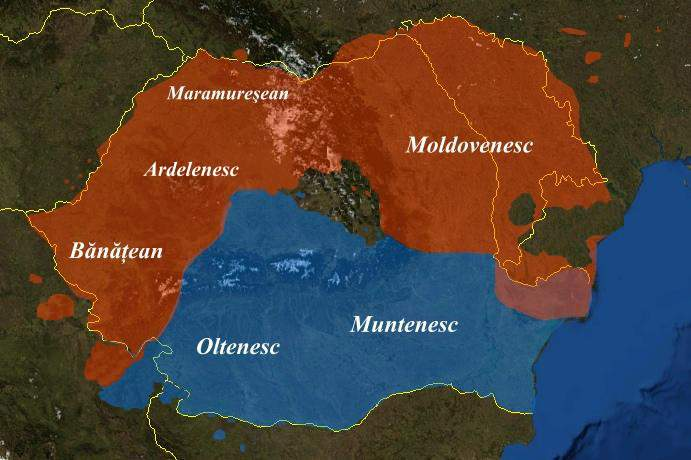
Harta graiurilor din limba dacoromână

În ciuda teoriilor sovietice care pretind că identitatea națională românească ar fi „o invenție recentă a statului român imperialist”, limba și identitatea română sunt atestate, inclusiv între Prut și Nistru, prin numeroase surse încă din sec. XV.
Domnul Lațcu (aproximativ 1365-1373), fiul primului domnitor al Moldovei, era recunoscut de către Sfântul Scaun ca „Duce al Moldovei” printr-o scrisoare în care se adăuga că Moldova este parte a națiunii vlahe (române): dux Moldavie partium seu nationis Wlachie.
Cronicarul polonez Jan Długosz afirma în 1476 că moldovenii și vlahii „au aceleași limbă și obiceiuri”. Trimiteri la o așa-numită „limbă moldovenească” pot fi găsite în lucrări timpurii precum cea a lui Grigore Ureche Letopisețul Țării Moldovei, unde autorul notează că de fapt această limbă este vorbită de moldoveni, de munteni și de vlahii transilvăneni.
Miron Costin, în lucrarea sa De neamul moldovenilor, afirmă că națiunea română trăiește în Moldova, Muntenia și ținuturile ungurești și mai notează că, deși oamenii din Moldova se autodenumesc „moldoveni”, ei își numesc limba „românească”, nu „moldovenească”.
Domnitorul cărturar Dimitrie Cantemir afirmă în Descriptio Moldaviae (Berlin 1714) că moldovenii vorbesc aceeași limbă cu ceilalți vlahi. Cantemir este primul care propune ideea că anumite cuvinte românești au rădăcini dacice.
Karl Marx și Friedrich Engels spuneau la mijlocul secolului al XIX-lea că „daco-românii spuși vlahi constituiau masa principală a populației teritoriului între Dunărea de Jos și Nistru” și că „țarii vechi și noi ai Rusiei” se tem să recunoască acest lucru și obligă prin forță moldovenii să se rusifice.

## Rusificarea guberniei Basarabia
Autoritățile țariste, spre deosebire de cele sovietice, preferau ca marea masă a poporului, țărănimea, necunoscătoare multe decenii (din 1812) de limbă rusă, să rămână în ignoranță, decât să i se deschidă școli primare în propria-i limbă. Autoritățile țariste au ridicat o cortină de fier la granița de pe Prut cu România. 
Anexarea unei părți a Principatului Moldovei la 16 mai 1812 -aflat sub suveranitate otomană- a dus și la o dezrădăcinare cultural-lingvistică, împiedicând evoluția firească alături de poporul care în 1859 s-a unit cu Valahia prin dubla alegere a domnitorului român Alexandru Ioan Cuza.
Moldovenismul, care în condițiile separatismului statal medieval era o versiune geografică a românismului întins și în alte provincii, dobândea în Gubernia Basarabia valențe deosebitoare. Datorită acestei concepții special menită să provoace dezorientare, populația românească dintre Prut și Nistru este obligată să-și caute rădăcinile exclusiv în moștenirea strict provincială de până la 1812 și să uite de frații români din fostul Principat al Moldovei. În aceste condiții, fondul cultural-lingvistic al acestei populații se limitează la cel mult scrierile cronicarilor din Moldova, mai ales la limba și creația populară, care nu au trecut prin fazele de dezvoltare a literaturii române moderne. Prin urmare, întreaga cultură și literatură română, chiar și cea dezvoltată în afara frontierelor politice, de exemplu contribuțiile Școlii Ardelene, este repudiată ca un corp străin.
Imperiul Rus împiedică dezvoltarea intelectualității locale autentice și impune conceptul de limbă moldovenească, având la baza graiul popular și cronicăresc rudimentar, nemodelat de cultura modernă. Acest grai popular va fi transformat în perioada sovietică în limbă oficială, mai întâi în Republica Autonomă Moldovenească din Ucraina, apoi în R.S.S. Moldovenească, urmând ca Republica Moldova să păstreze această moștenire a subjugării sovietice prin adoptarea limbii moldovenești ca limbă de stat. Prin urmare denumirea limbii ca moldovenească reprezintă un produs al rusificării ținutului.

### Apare o limbă moldovenească hibridă
Deoarece această limbă rudimentară nu putea sluji, în Gubernie, în domenii ale economiei, administrației, politicii, culturii, literaturii, etc., este împănată masiv cu rusisme. Apare astfel o limbă moldovenească hibrid (folosită și azi) care dobândea deseori forme ridicole și era considerată principalul element definitoriu al națiunii moldovenești. Această limbă era (este) diferită de limba folosită în Principatul Moldovei cu alfabet chirilic și apoi latin.

## Rusificarea în RSS Moldovenească
A avut loc revizuirea fondului de cărți: literatură română considerată străină a fost confiscată și înlocuită cu literatură de propagandă ruso-sovietică, fapt ce a dus la imposibilitatea perpetuării conștiinței naționale și la apariția românofobiei în rândul românilor. Istoricul Ion Constantin afirmă : Combaterea românofobiei este o cerință inexorabilă a procesului istoric de apropiere și reintegrare a românilor de dincoace și dincolo de Prut.

### Anii 1945–1950
Anii 1945-1950 sunt considerați de istoriografia națională ca o etapă aparte a istoriei contemporane: reinstaurarea regimului totalitar-comunist. În această perioadă au avut loc evenimente care au zguduit românismul din Basarabia: seceta, foametea organizată de ruși, colectivizarea gospodăriilor individuale țărănești din dreapta Nistrului, lichidarea chiaburimii (țărani înstăriți) ca clasă, deportarea a mii de oameni. Genocidul fizic a fost completat de cel cultural și spiritual: acești ani reprezintă momentul de ruptură al evoluției firești a românilor basarabeni (est-moldoveni) și includerea lor forțată în sistemul statului sovietic (URSS).
După 1944 a început lichidarea sistemului educațional existent în Basarabia în 1918-1940 și 1941-1944. În interpretarea bolșevică acest sistem a avut rolul de a întuneca și româniza populația băștinașă moldovenească. Se iau măsuri extraordinare: interzicerea activităților instituțiilor naționale, se naționalizează întregul fond de cărți, se curăță bibliotecile de literatură anti-sovietică și sunt distruse cărțile românești.

### Cadre de culturalizare
Se începe asigurarea cu cadre noi a instituțiilor cultural-educative sovietice, pe baza originii sociale și a loialității față de regim, mai puțin conta pregătirea intelectuală. Datorită refugierii în România sau a eliminării cadrelor naționale, a decimării și ostracizării intelectualității, în Republică s-a format un vid intelectual ducând la degradarea intelectuală a întregii societăți. S-a trecut la recrutarea de cadre comuniste, ajungând ca aceștia să reprezinte 62% în anii '50.
În anul 1945 este creat Comitetul pentru afacerile instituțiilor cultural-educative pe lângă Consiliul Comisarilor Poporului al RSSM și se organizează comisii corespunzătoare în cadrul comitetelor executive ale sovietelor județene, raionale, orășenești și sătești.
În ceea ce privește componența națională a cadrelor de culturalizare se observă o decreștere considerabilă a ponderii românilor, astfel în 1947 din 1841 de lucrători 1045 erau români; în 1949 (după doar 2 ani) din 2245 de lucrători doar 1024 erau români (sub 50%). La conducerea sistemului situația era și mai gravă: în 1949 din 67 de șefi ai direcțiilor raionale și orășenești de cultură doar 16 erau români. Restul erau funcționari ideologici ne-băștinași, educați în spiritul șovinismului velicorus, specialiști în deznaționalizarea și rusificarea populației locale. În cadrul Comitetului pentru afacerile instituțiilor cultural educative, din cadrul Consiliului de Miniștri al RSSM, situația era asemănătoare.

### Românii devin minoritate
Scopul suprem al noilor autorități era soluționarea definitivă a „problemei basarabene” prin crearea unui tip nou de „intelectual” care să trateze cultura drept un domeniu obișnuit al vieții sociale, coordonată și dirijată conform necesităților partidului. 
Se începe procesul de transformare a populației locale românești într-o minoritate prin mai multe metode:
- emigrarea forțată peste Prut
- exterminarea basarabenilor folosiți drept „carne de tun” în operațiunile militare ale Armatei Roșii
- foametea organizată
- deportări. În primii ani postbelici majoritatea celor deportați au fost învinuiți de „naționalism”, adeziune la diferite „partide burghezo-naționaliste”.
- colonizări permanente cu diferiți „specialiști”[26].
- alte colonizări
- propagandă culturală de genul: „ocuparea temporară” a Republicii inițial de către „regimul ocupanților burghezo-moșierești ai României regale” și apoi de către „ocupanții germano-români”[27].

Ion Constantin notează că „rezistența deosebită la asimilare a țăranilor basarabeni a făcut ca românii din RSS Moldovenească - locuind în cea mai mare parte la țară - să fie printre etniile din imperiul sovietic care au provocat cele mai multe dificultăți regimului de la Moscova”
La fel, și după 1991 până în prezent, românii sunt considerați o minoritate în Republica Moldova, fără a avea privilegiile așa zisei minorități rusofone. Mai mult, PCRM a încercat să se recunoască o presupusă minoritate moldovenească în România.[nefuncțională]

### Românofobie
Românofobia a devenit doctrina ideologiei de stat și o idee obsedantă a întregului sistem de educație și instruire, având drept chintesență sloganul „naționaliștii moldo-români sunt dușmanii de moarte și călăii poporului moldovenesc, trădătorii intereselor sale naționale”.
Activitățile propagandistice vizau ștergerea din memoria basarabenilor a urmelor criminale lăsate de regimul sovietic în perioada ocupației din 1940-1941 (crimele și atrocitățile comise împotriva celor care nu erau loiali puterii sovietice, dezgroparea de către autoritățile române a mormintelor jertfelor terorii staliniste în Chișinău sau în alte zone, deportările de la 13 iunie 1941, distrugerea obiectivelor economice și culturale de către trupele sovietice aflate în retragere de pe teritoriul Basarabiei în iulie 1941).
În cadrul plenarei a V-a a CC al PC(b)M din 23 mai 1945 s-a hotărât desfășurarea unei vaste campanii antiromânești: „Plenara obligă biroul CC al PC(b)M, comitetele județene, orășenești și raionale de partid să intensifice activitatea în vederea demascării în presă și pe cale orală a crimelor comise de ocupanții româno-germani și acoliții lor - naționaliștii moldo-români. Pe baza faptelor și a exemplelor concerte se va explica populației esența tâlhărească și de jaf a cuceritorilor germano-români, se va explica sistematic oamenilor muncii că numai în statul sovietic le sunt asigurate libertatea politică, bunăstarea și dezvoltarea culturii. Li se va explica tuturor oamenilor muncii că naționaliștii moldo-români sun dușmanii de moarte și călăii poporului moldovenesc, trădătorii intereselor sale naționale”.
Pentru implementarea românofobiei s-au folosit mai multe metode, mult mai brutale decât cele din timpul imperiului țarist:
- închiderea granițelor
- izolarea culturală totală de România
- propagandă culturală: popularizarea unei noi istorii revizuită prin prisma discursului sovietic și prin perspectiva noii „prietenii multiseculare” dintre „poporul rus și poporul moldovenesc”. O armată de noi cadre utilizau frecvent expresii ca „teroare”, „sclavie”, „colonie a României”, „cotropitori români” cu referire la jandarmi, funcționari corupți, care i-ar fi umilit pe basarabeni prin bătăi și alte acte abuzive[34]. Aceste bătăi, care au avut loc sporadic în toată România Mare, a căpătat în Moldova dintre Prut și Nistru, sub influența propagandei sovietice, caracterul unei drame naționale. Concomitent se falsifica rolul istoric al Rusiei în raport cu Moldova: Rusia devine un prieten al Moldovei din cele mai vechi timpuri, fiind prezentată ca cea care a jucat un rol progresiv și decisiv în istoria Moldovei, devenind „fratele mai mare”, justificându-se astfel anexarea țaristă din 1812 și apoi reanexarea sovietică a Basarabiei[35][36][37].

### Apariția „națiunii” socialiste moldovenești
Datorită victoriei ruse (împreună cu aliații săi) asupra Germaniei naziste, Stalin a încurajat și exploatat intens patriotismul rus pus în slujba rezistenței anti-germane. În discursul său din 24 mai 1945 Stalin proclama poporul rus drept națiunea cea mai eminentă din Uniunea Sovietică, discurs care a dus la startul unei intense companii de exaltare a virtuțiilor acestui popor, ajungându-se la ideea că rușii sunt un popor mesianic care au asigurat o societate nouă și un viitor luminos nu numai popoarelor înrobite din URSS dar și întregii lumi. Prin urmare, este necesar ca dragostea pentru poporul rus să fie mai mare decât dragostea pentru propria națiune. 
Se propagă masiv idei artificiale despre reunirea poporului moldovenesc, statalitatea sovietică moldovenească, formarea națiunii socialiste moldovenești.
Potrivit istoricului Ion Constantin, poporul moldovenesc, după ce i s-a dăruit statalitatea sovietică, reunit și promovat la rang de națiune socialistă, este sortit contopirii cu masele rusești, fenomen ce a dus la apariția românofobiei la români și la pierderea identității naționale.

## Rusificarea Republicii Moldova

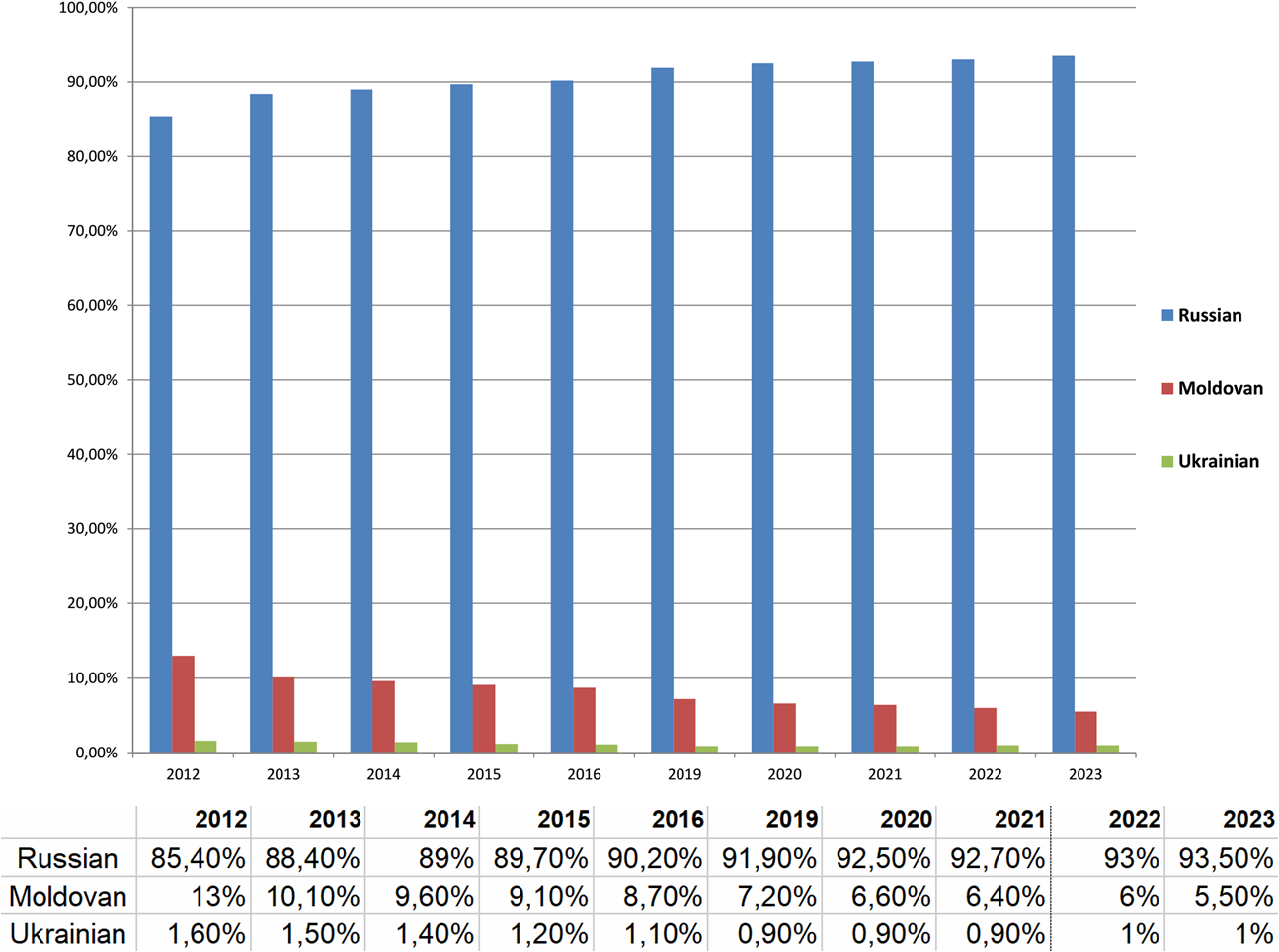
Modificări ale ponderii elevilor în 2012-2023 pe limba de predare în școlile aflate sub controlul PMR.

Deși în perioada 1991-2001 s-au făcut progrese simțitoare în însușirea de către masa poporului din Moldova a valorilor comune ale limbii și culturii române, clasa politică este cea care frânează acest proces. Rusificată și ea, clasa politică utilizează mijloace democratice pentru apărarea conceptului și acțiunii politice a moldovenismului adus de ruși, întreținând artificial o situație confuză în rândul populației.
Cantonarea în moldovenism ca hotar despărțitor de românism este o manevră politică pentru a asigura pârghiile puterii noilor conducători ai Moldovei, unii fiind dispuși chiar să vasalizeze Moldova de Rusia.
Moldovenismul ca viziune politică a fost un concept etno-cultural menit a netezi calea rusificării populației române dintre Prut și Nistru pe principiul „Divide et impera” („divide și cucerește”, „dezbină și stăpânește”).